# Région de Longreach
La région de Longreach est une nouvelle zone d'administration locale dans le centre du Queensland en Australie.
Le 15 mars 2008, elle a été créée par la fusion du comté de Longreach avec les comtés d'Ilfracombe et d'Isisford.
La région élit six conseillers et un maire.
Elle comprend les villes d'Arrilalah, Emmet, Ilfracombe, Isisford, Longreach, Morella et Yaraka.